# Паспорт гражданина КНДР

Паспорт гражданина КНДР — официальный документ, выдаваемый некоторым гражданам Корейской Народно-Демократической Республики.

## Типы паспорта гражданина КНДР
- Обычный паспорт — паспорт, выдаваемый гражданину КНДР в связи с выездом за рубеж по служебным причинам или для участия в профессиональных, спортивных и академических соревнованиях, или для совершения деловой поездки. После возвращения в КНДР паспорт изымается министерством иностранных дел.[источник не указан 1076 дней]
- Служебный паспорт — выдаётся торговым чиновникам и чиновникам по другим экономическим делам для поездки за границу.
- Дипломатический паспорт — выдаётся высокопоставленным лицам Министерства иностранных дел КНДР, Трудовой партии Кореи и других подчиняющихся ей служб. Среди остальных чиновников только вице-министры и лица более высокого ранга могут получить дипломатический паспорт.

Служебный и дипломатический паспорта должны быть возвращены и оставаться в паспортном столе, который снова его может выдать для дальнейших загранпоездок. Обычный паспорт никогда не выдаётся без специального разрешения и все его владельцы, чтобы выехать за границу, должны обращаться с заявлением для получения выездной визы.

## Содержимое
Паспорт гражданина КНДР включает две личные страницы, написанные от руки. Первая страница идентифицирует личность владельца паспорта и содержит следующую информацию:
1. Номер паспорта.
2. Полное имя (на корейском и английском языках).
3. Дата рождения (ГГ-ММ-ДД).
4. Место рождения.
5. Национальность.
6. Срок действия паспорта (5 лет).
7. Дата истечения срока (ГГ-ММ-ДД).
8. Дата выпуска (ГГ-ММ-ДД).

Вторая страница предназначена для официальных одобрений.

## Запись в паспорте
В паспорте содержится следующая запись:
На корейском:
이 려권소지자는 조선민주주의인민공화국의 보호를 받습니다. 이 려권소지자를 지장없이 통과시켜 주며 그에게 필요한 편의와 보호를 베풀어 줄것을 모든 관계자들에게 요청하는 바입니다.
На английском:
The holder of this passport is under protection of the Democratic People’s Republic of Korea. All those whom it may concern are hereby requested to allow the holder to pass freely without let or hindrance, and to afford the holder with assistance and protection as may be necessary.
Русский перевод:
Владелец этого паспорта находится под защитой Корейской Народно-Демократической Республики. Всех тех, кого это может касаться, просим разрешить владельцу паспорта свободно, без каких-либо помех, перемещаться и предоставлять ему помощь и защиту, если таковые потребуются.

## Галерея

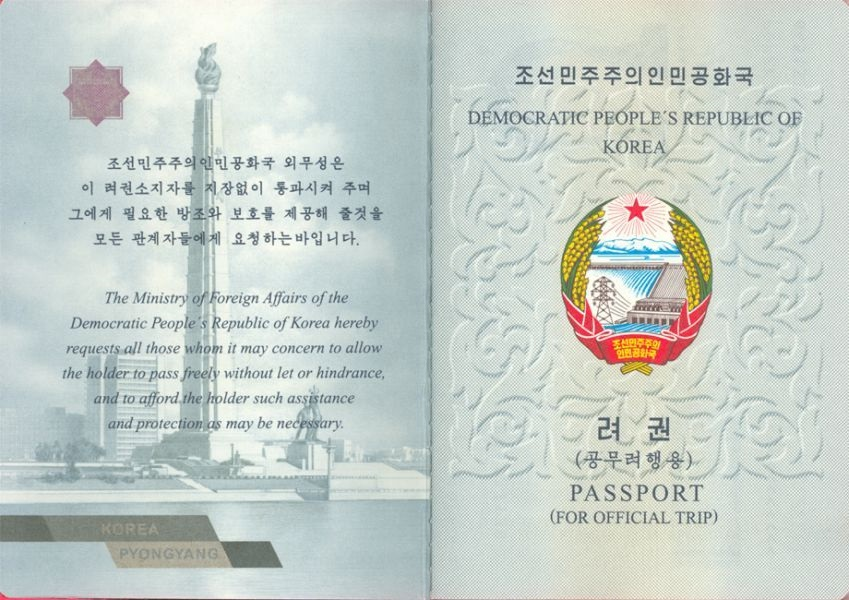
Первый разворот паспорта гражданина КНДР
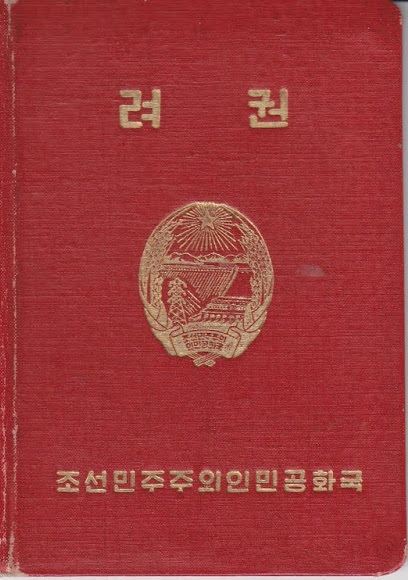
Паспорт КНДР образца 1950-х годов
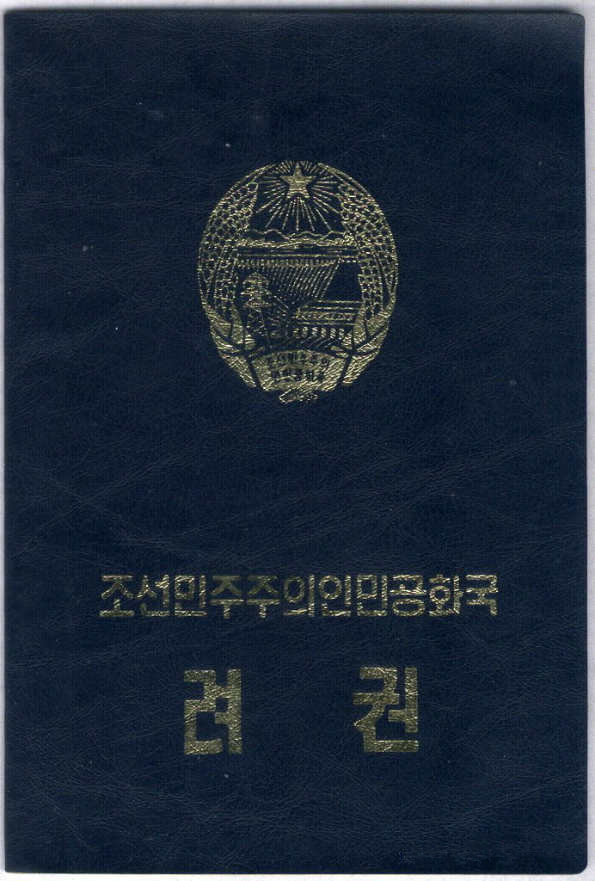
Паспорт КНДР образца 1990-х годов